# Quintenic
Quintenic é uma comuna francesa na região administrativa da Bretanha, no departamento Côtes-d'Armor. Estende-se por uma área de 7,51 km². Em 2010 a comuna tinha 376 habitantes (densidade: 50,1 hab./km²).